# 隆化縣 (蔚州)
隆化縣，唐至德二年（757年）改安邊縣為興唐縣。五代後梁開平二年（908年）時改名隆化縣。後唐同光初（923年-926年）復名興唐縣。遼又改名靈仙縣：金仍為蔚州。在今蔚縣治。